# Philipp Aschenwald
Philipp Aschenwald (* 12. November 1995 in Ramsau im Zillertal) ist ein österreichischer Skispringer. Sein bisher größter Erfolg ist der Gewinn der beiden Silbermedaillen im Mannschaftsspringen der Herren und im Mixed-Mannschaftsspringen bei den Weltmeisterschaften 2019 in Seefeld in Tirol.

## Werdegang
Philipp Aschenwald startet für den Ski-Club Mayrhofen. Er begann seine internationale Karriere im Rahmen des FIS Cups bei zwei Wettbewerben am 19. und 20. Februar 2011 in Ramsau am Dachstein, bei denen er 36. und 55. wurde. Im Oktober desselben Jahres startete Aschenwald dann erstmals im Skisprung-Alpencup in Oberwiesenthal und erreichte dabei die Plätze 40 und 48. Im Laufe der Saison und den darauffolgenden Jahren folgten weitere Teilnahmen an Wettbewerben im Jugendbereich, im FIS Cup und im Alpencup.
Aschenwald startete im Jänner 2013 bei den Nordischen Junioren-Skiweltmeisterschaften 2013 im tschechischen Liberec, bei denen er im Einzelwettbewerb 19. wurde und im Teamwettbewerb mit der österreichischen Mannschaft mit einem vierten Platz das Podium knapp verpasste. Am 9. und 10. Februar 2013 debütierte Aschenwald schließlich bei drei Wettbewerben im Rahmen des Skisprung-Continental-Cups im US-amerikanischen Iron Mountain und erreichte dabei einen 12., einen 9. und einen 19. Platz. Daraufhin folgten ab Ende der Saison 2012/13 regelmäßige Teilnahmen im Continental Cup. Einen ersten Erfolg feierte Aschenwald mit einem Sieg in Einsiedeln im Alpencup am 14. September 2014. Im Februar 2015 startete Aschenwald erneut bei den Nordischen Junioren-Skiweltmeisterschaften 2015 im kasachischen Almaty. Hierbei wurde er im Einzelwettbewerb 18., im Teamwettbewerb erreichte er mit der österreichischen Mannschaft mit einem dritten Rang das Podium.
Seine ersten Podestplätze im Continental Cup schaffte er am 8. und 9. August 2015 in Wisla, dort belegte er zweimal den dritten Platz. Daraufhin startete Aschenwald beim Sommer Grand Prix in Courchevel und Einsiedeln. Er erreichte bei beiden Starts den 14. Rang und gewann unter anderem die Qualifikation in Einsiedeln.
Im Dezember 2015 wurde Aschenwald von Cheftrainer Heinz Kuttin für die nationale Gruppe Österreichs bei der Vierschanzentournee 2015/16 nominiert. Während er in Innsbruck jedoch in der Qualifikation scheiterte, schaffte er es in Bischofshofen als Lucky Loser in den zweiten Durchgang und belegte am Ende mit 222,9 Punkten den 29. Platz sowie den 49. Platz in der Tourneegesamtwertung.
Am 9. Februar 2019 gewann er im Mannschaftswettbewerb auf der Salpausselkä-Schanze im finnischen Lahti gemeinsam mit Gregor Schlierenzauer, Michael Hayböck und Stefan Kraft erstmals ein Weltcupspringen. Bei den Weltmeisterschaften 2019 in Seefeld in Tirol gewann er mit seinen Mannschaftskameraden Michael Hayböck, Daniel Huber und Stefan Kraft die Silbermedaille im Mannschaftsspringen. Beim Einzelwettkampf von der Normalschanze verpasste er nur knapp das Podium und belegte den vierten Platz, während er von der Großschanze 13. wurde. Er profitierte dabei auf der Normalschanze vom einsetzenden Schneefall, der nach seinem zweiten Sprung die Anlaufspur deutlich langsamer machte und somit insbesondere die Führenden des ersten Durchgangs traf. Im abschließenden Mixed-Team-Wettbewerb wurde er gemeinsam mit Eva Pinkelnig, Daniela Iraschko-Stolz und Stefan Kraft Vizeweltmeister hinter der deutschen Mannschaft.
Bei den österreichischen Staatsmeisterschaften im Skispringen 2020 in Bischofshofen wurde Aschenwald zum ersten Mal österreichischer Staatsmeister.

## Privates
Aschenwald lebt derzeit in Ramsau im Zillertal. Sein Vater ist der ehemalige Nordische Kombinierer Hansjörg Aschenwald.

## Erfolge

### Weltcupsiege im Team
| Nr. | Datum             | Ort           | Typ         |
| --- | ----------------- | ------------- | ----------- |
| 1.  | 9. Februar 2019   | Lahti         | Großschanze |
| 2.  | 23. November 2019 | Wisła         | Großschanze |
| 3.  | 21. November 2020 | Wisła         | Großschanze |
| 4.  | 16. Jänner 2021   | Zakopane      | Großschanze |
| 5.  | 9. Jänner 2022    | Bischofshofen | Großschanze |

### Continental-Cup-Siege im Einzel
| Nr. | Datum              | Ort       | Typ           |
| --- | ------------------ | --------- | ------------- |
| 01. | 6. Februar 2016    | Planica   | Großschanze   |
| 02. | 7. Februar 2016    | Planica   | Großschanze   |
| 03. | 17. August 2018    | Szczyrk   | Normalschanze |
| 04. | 18. August 2018    | Wisła     | Großschanze   |
| 05. | 8. September 2018  | Stams     | Großschanze   |
| 06. | 15. September 2018 | Oslo      | Normalschanze |
| 07. | 16. September 2018 | Oslo      | Normalschanze |
| 08. | 23. September 2018 | Zakopane  | Normalschanze |
| 09. | 28. Dezember 2018  | Engelberg | Großschanze   |
| 10. | 15. Januar 2023    | Sapporo   | Großschanze   |
| 11. | 12. März 2023      | Zakopane  | Großschanze   |

## Statistik

### Weltcup-Platzierungen
| Saison  | Platz | Punkte |
| ------- | ----- | ------ |
| 2015/16 | 44.   | 050    |
| 2017/18 | 46.   | 034    |
| 2018/19 | 26.   | 247    |
| 2019/20 | 10.   | 622    |
| 2020/21 | 21.   | 265    |
| 2021/22 | 28.   | 220    |
| 2022/23 | 34.   | 168    |

### Grand-Prix-Platzierungen
| Saison | Platz | Punkte |
| ------ | ----- | ------ |
| 2015   | 55.   | 037    |
| 2016   | 39.   | 071    |
| 2019   | 26.   | 089    |
| 2020   | 05.   | 069    |
| 2021   | 53.   | 024    |
| 2022   | 55.   | 018    |